# Château de Madrid
Le château de Madrid, d'abord appelé château de Boulogne, est une résidence royale bâtie dans le bois de Boulogne. Construit à partir de 1528 sur l'ordre du roi de France François Ier et achevé pour son fils Henri II, il est entièrement démoli à la fin du XVIIIe siècle. Il était situé sur l'actuelle commune de Neuilly-sur-Seine, à l'angle du boulevard du Commandant-Charcot et du boulevard Richard-Wallace, correspondant aujourd'hui à la porte de Madrid, tandis que les jardins s’étendaient jusqu'à la rue du Bois-de-Boulogne.

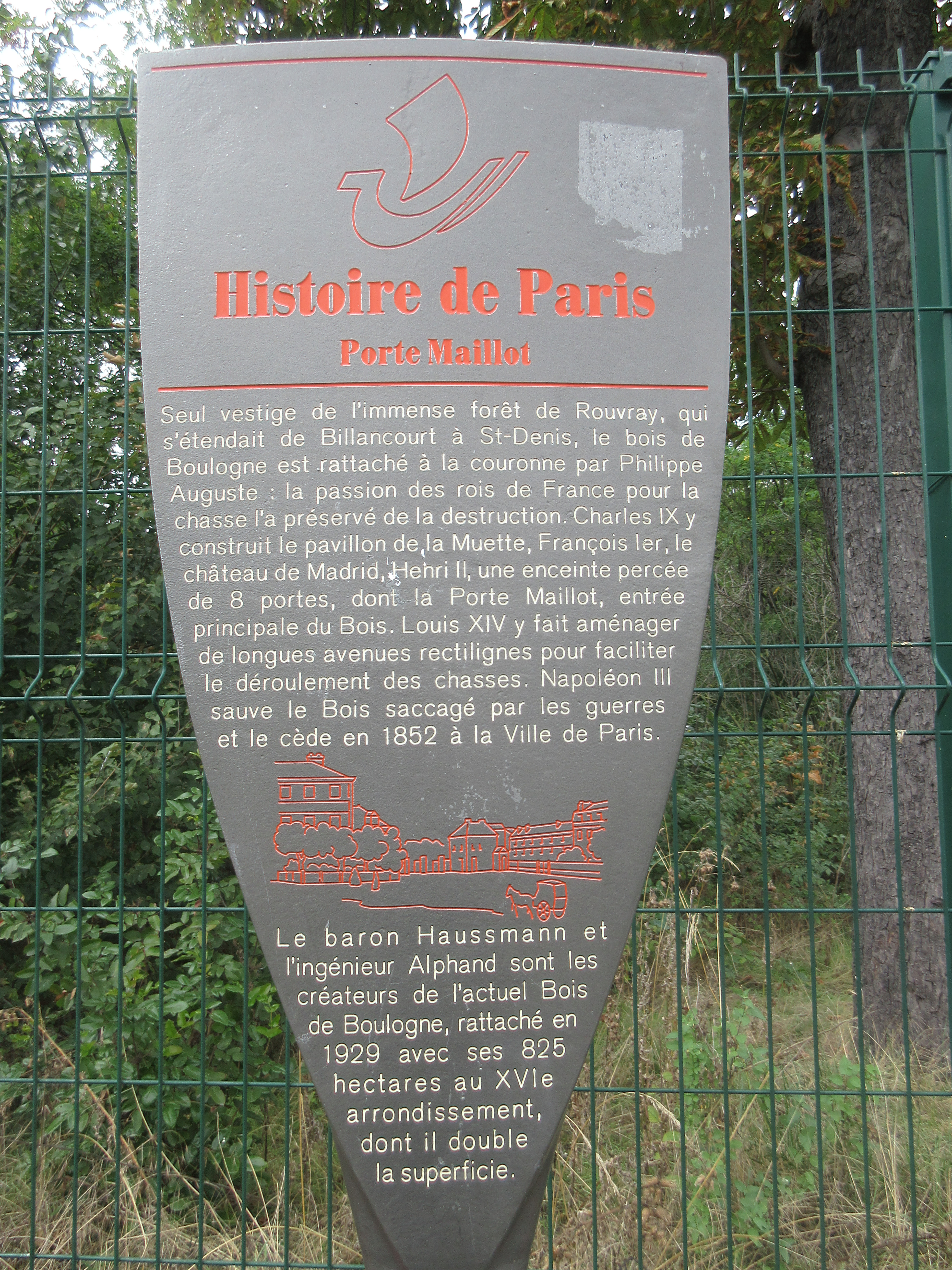
Panneau Histoire de Paris,
« Porte Maillot ».

## Historique
Les travaux sont dirigés par le Florentin Girolamo della Robbia et les Tourangeaux Pierre Gadier et Gatien François (fils de Bastien, et petit-fils de Guillaume Regnault). On pense que François Ier prit personnellement part à la conception de ce chef-d'œuvre majeur de la Renaissance française. À partir de 1548, l'architecte Philibert Delorme dirige des travaux. Il est remplacé par Le Primatice en 1559, qui rappelle della Robbia. On considère que les travaux sont achevés entre 1568 et 1570.

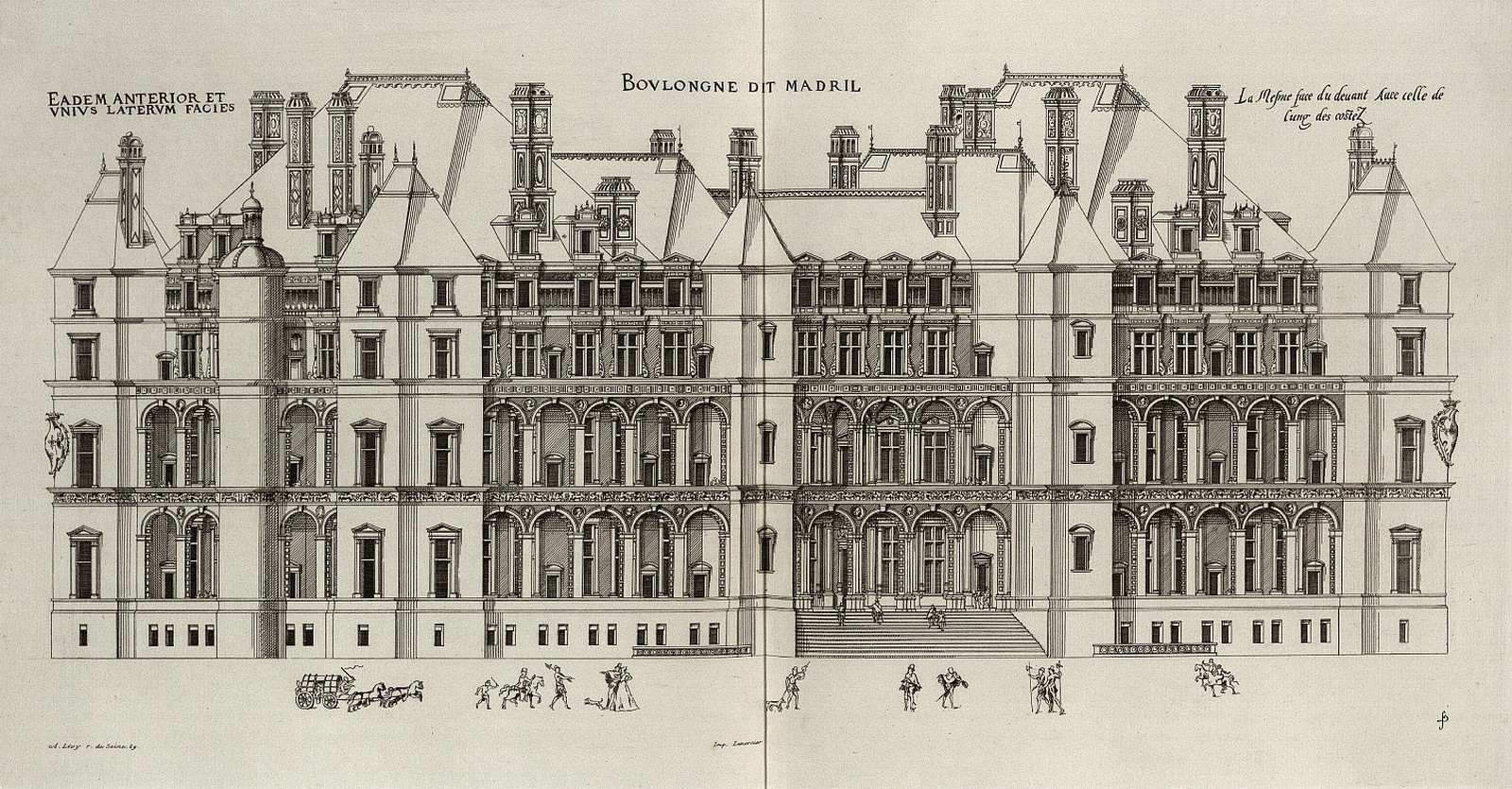
Le château de Madrid, d'après Androuet du Cerceau.

Il a souvent été rapporté que le château aurait été inspiré par l'Alcazar royal de Madrid (Espagne), d'où son nom. Si les deux édifices avaient en commun d'être édifiés en lisière d'une forêt à proximité d'une grande ville, et de comporter un corps de logis central allongé, flanqué de gros pavillons cubiques et entouré de loggias sur deux étages, la reconstruction du palais madrilène par Charles Quint (1537) est postérieure à celle du château du bois de Boulogne, ce qui rend l'hypothèse peu plausible.

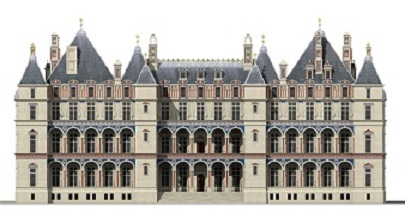
Façade du château de Madrid au bois de Boulogne.

Le nom de Madrid pourrait cependant avoir une autre origine comme le rapporte, entre autres, l'historien Sauval. Le roi François Ier s'éclipsant discrètement au château de Boulogne, construit juste après son retour de captivité à Madrid à la suite de la défaite de Pavie, les courtisans prennent l'habitude, par dérision, de dire, quand ils ne voyaient plus le souverain, qu'il était à Madrid. Son décor de carreaux émaillés, à la façon des azulejos espagnols, favorisant aussi cette dénomination. Peu à peu, le château de Boulogne prend le nom de Madrid, comme l'indique Androuet du Cerceau sur ses élévations : Boulongne dit Madril.
La disposition du plan viendrait de la villa de Boffalora, construite près de Busseto en Italie, par l'entourage de Cristoforo Solari au début du XVIe siècle. Ce parti-pris général s'additionne d'influences italiennes, avec la disposition en H de la partie centrale, et françaises, avec le dessin des pavillons cantonnés de tours et la distribution intérieure, qui s'inspire des exemples de Chenonceau et de Chambord, repris ensuite à La Muette et à Challeau.

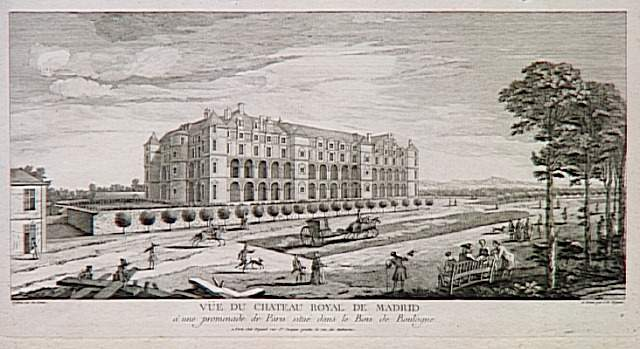
Le château de Madrid. Gravure de Jacques Rigaud.

La célébrité du château tenait, notamment, au riche décor des terres cuites émaillées (terracotta invetriata) en bas-relief dont Girolamo della Robbia avait recouvert la presque totalité des façades, et à la somptuosité du décor intérieur. Pour cette raison, il était également appelé le Château de faïence.
Le château fut l'une des résidences parisiennes privilégiées par Charles IX et Catherine de Médicis. Il est notamment au cœur des événements politiques qui précèdent le massacre de la Saint-Barthélemy durant l'été 1572. Délaissé par Henri III, il est habité par Marguerite de Valois à partir de son retour en grâce un peu avant de revenir à Paris en août 1605. Louis XIII fréquente encore un peu cette demeure royale, notamment dans les années 1610.
Louis XIV n'y vient pas. Dès l'achèvement de Versailles, le château de Madrid n'a plus d'histoire politique. Par lettres patentes de Louis XIV, Jean Hindret y établit en 1656 la première manufacture de bas de soie au métier en France. Elle compte 79 compagnons en 1672. Le château sert de logement à Fleuriau d'Armenonville, capitaine des gardes de la Muette et des chasses du bois de Boulogne, futur garde des Sceaux sous la Régence. En 1657, le château est déjà en fort mauvais état, « étant exposé à l'injure du temps, le vent et la pluie gastent tout et font tout tomber ». En 1666, la manufacture de bas de soie rend la vie à cette grande ruine, mais pour trop peu de temps. Le monopole n'est pas respecté, avec la création d'autres manufactures de bas de soie à Lyon et Orange en 1662, puis à Nîmes, Montauban et Chambéry. Toutes ces manufactures rencontrent des difficultés en raison du manque d'ouvriers qualifiés et des guerres de Louis XIV.
À la veille de la Révolution, le château tombe en ruine. En 1787, un arrêt du Conseil du roi signé de Louis XVI ordonne qu'il soit vendu en vue d'être démoli, conjointement avec plusieurs autres domaines, dont le château de la Muette, le château de Vincennes et le château de Blois. Le château de Madrid est adjugé le 27 mars 1792 à une société d'entrepreneurs de démolition qui le payent en assignats. Leroy, l'acquéreur, en vend les boiseries, les plombs et les terres cuites de Della Robbia mais ne parvient pas à l'abattre. Il abandonne alors l'entreprise et, le 27 juillet 1792 le remet en vente pour 34 000 livres et, avec les dépendances, 42 400 livres. Il ne trouve aucun acquéreur.
Sous la Restauration, le domaine est loti et le château disparaît progressivement. À sa place, s’élèvent alors une clinique, qui fait faillite, puis un haras et un restaurant. Ce dernier est construit sur les communs de l'ancien château pour le divertissement des promeneurs du bois. Réaménagé sous le règne de Napoléon III, il est remplacé en 1909 par un bâtiment de style néo-Renaissance qui accueille un hôtel-restaurant, reconverti en logements dans les années 1950.
De nos jours, il ne subsiste plus du château de Madrid qu'un chapiteau de pierre exposé au château d'Écouen et trois fragments du décor de céramique émaillée (blanc, violet et vert) de Della Robbia conservés dans les réserves du musée Carnavalet et du musée national de céramique à Sèvres.

## Détails intérieurs du château de Madrid

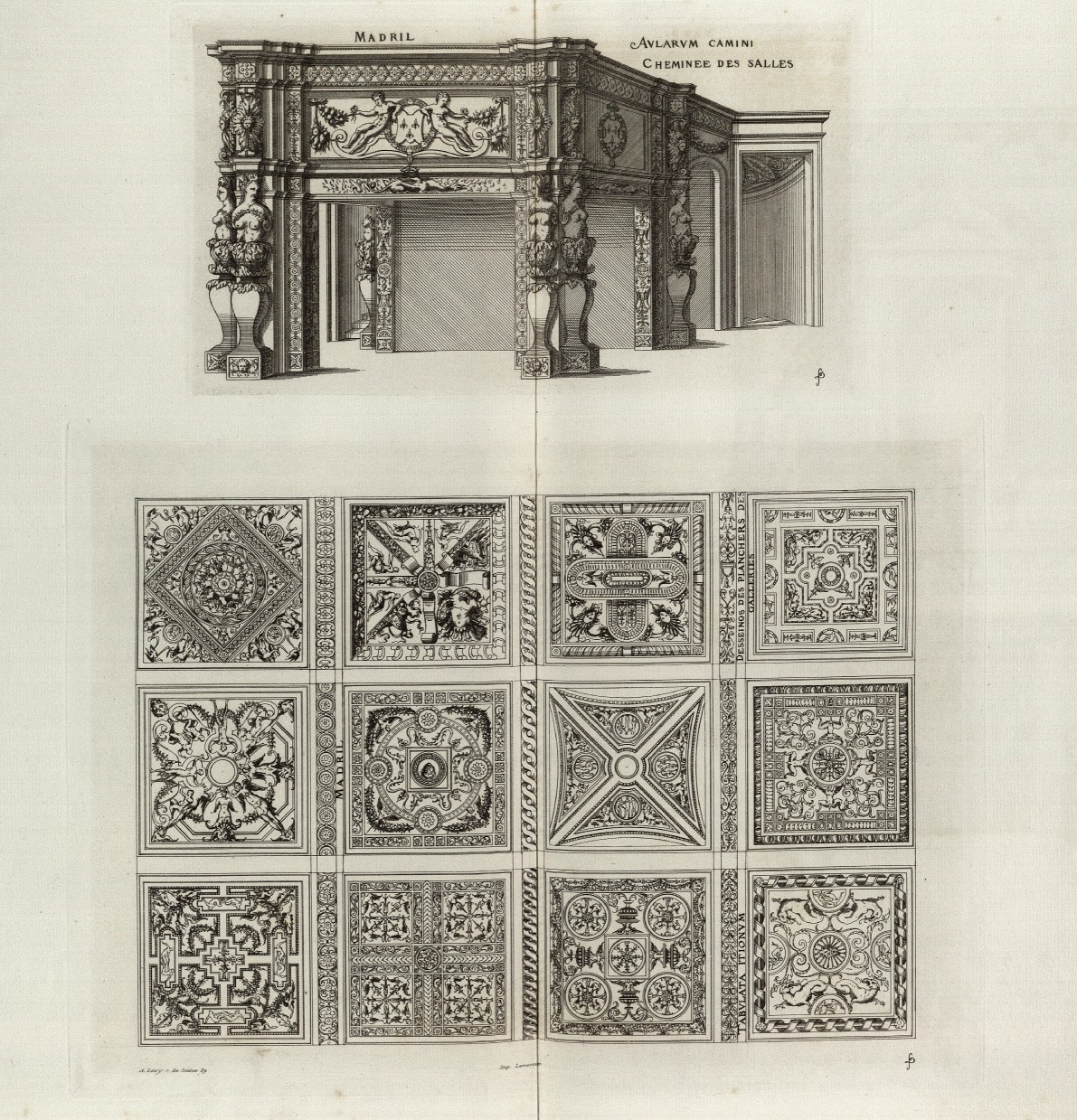
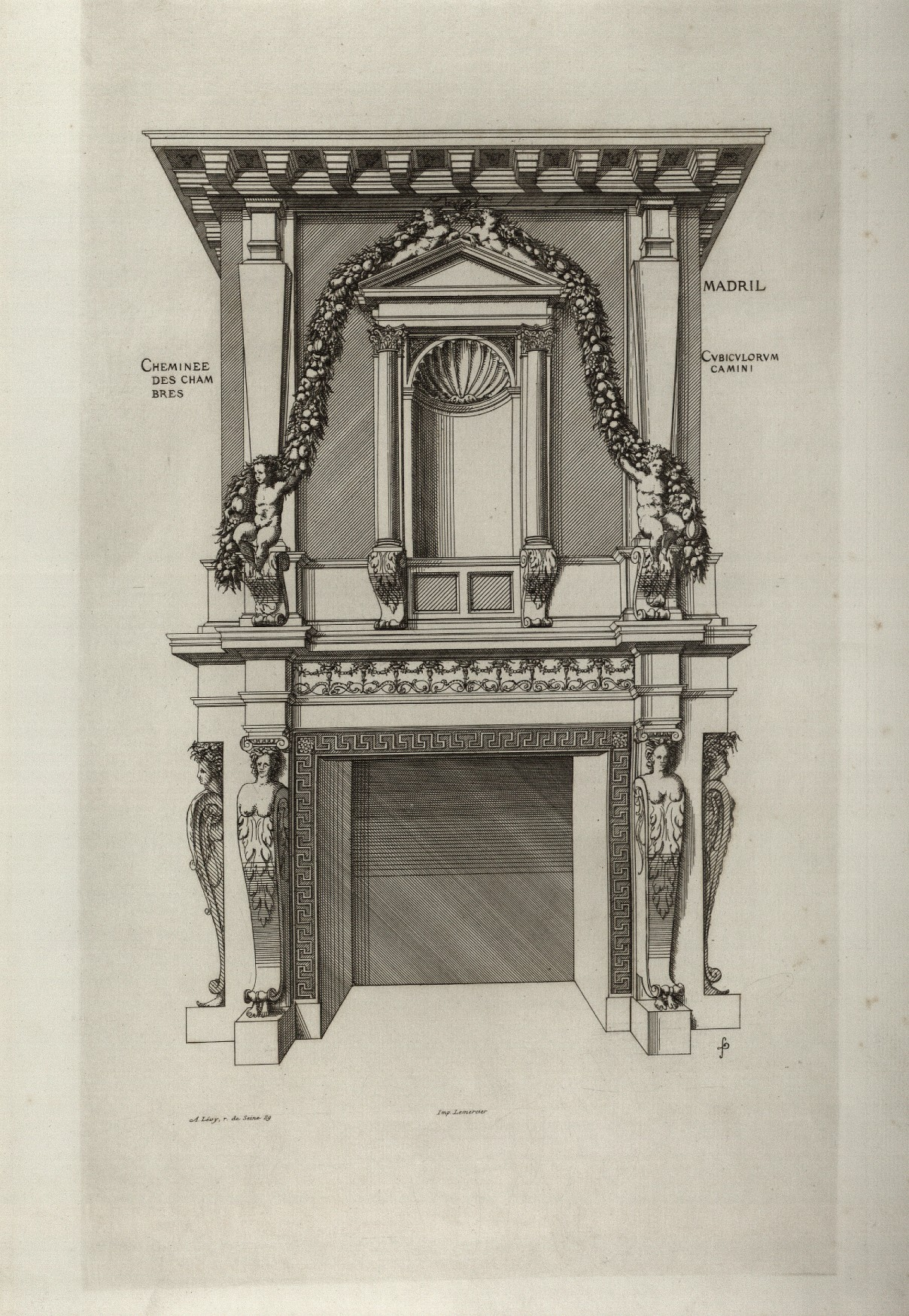
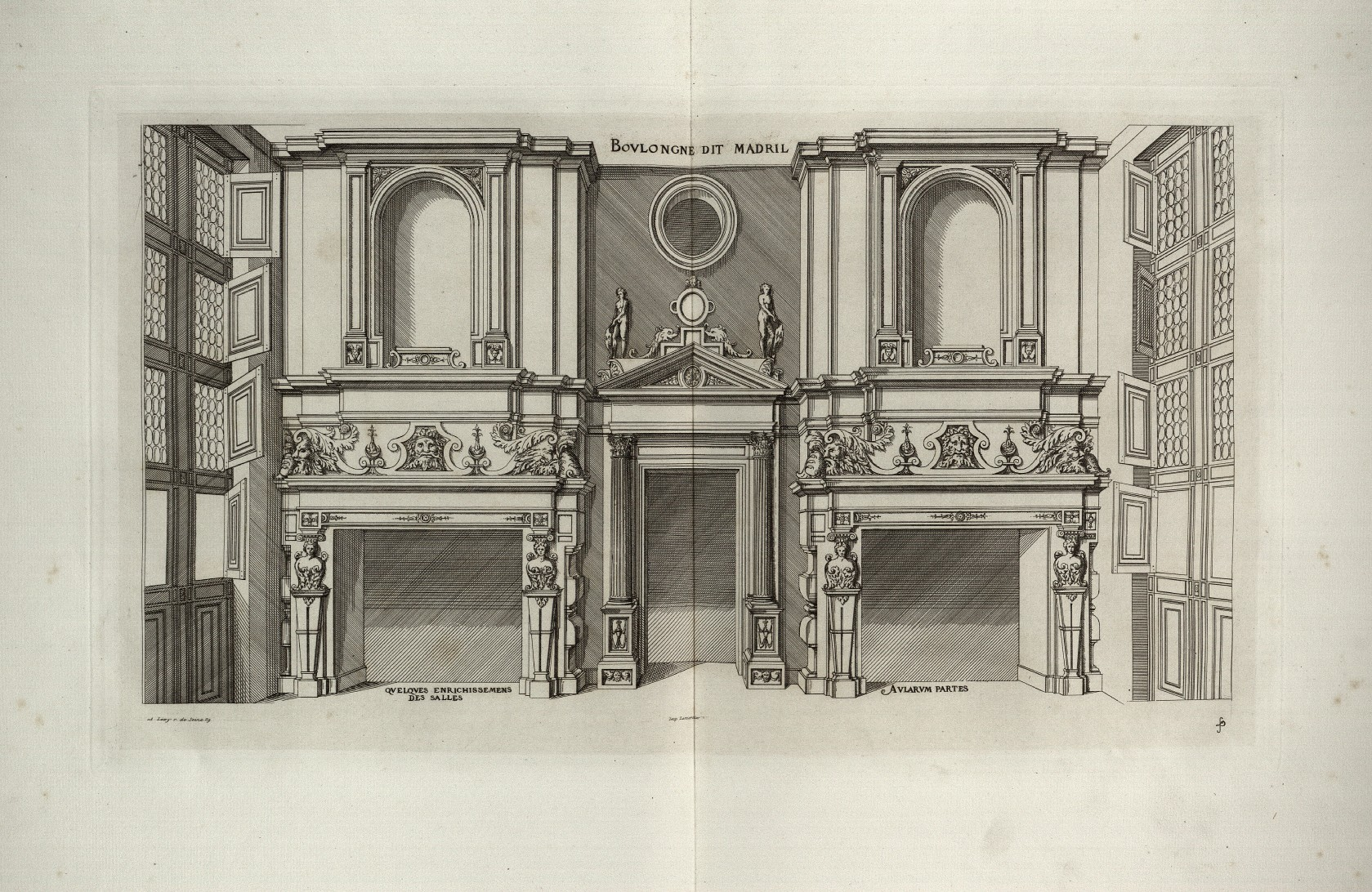
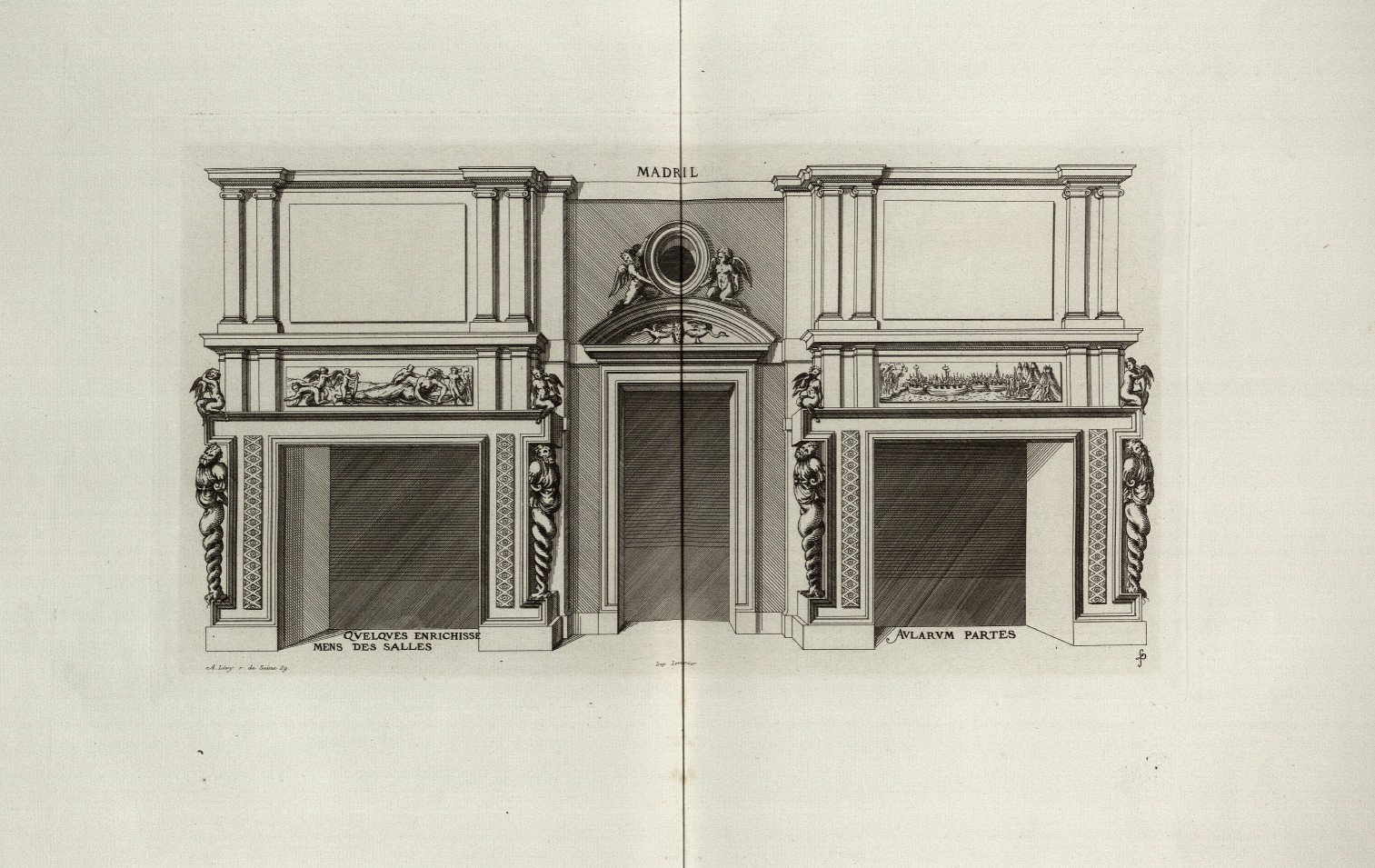
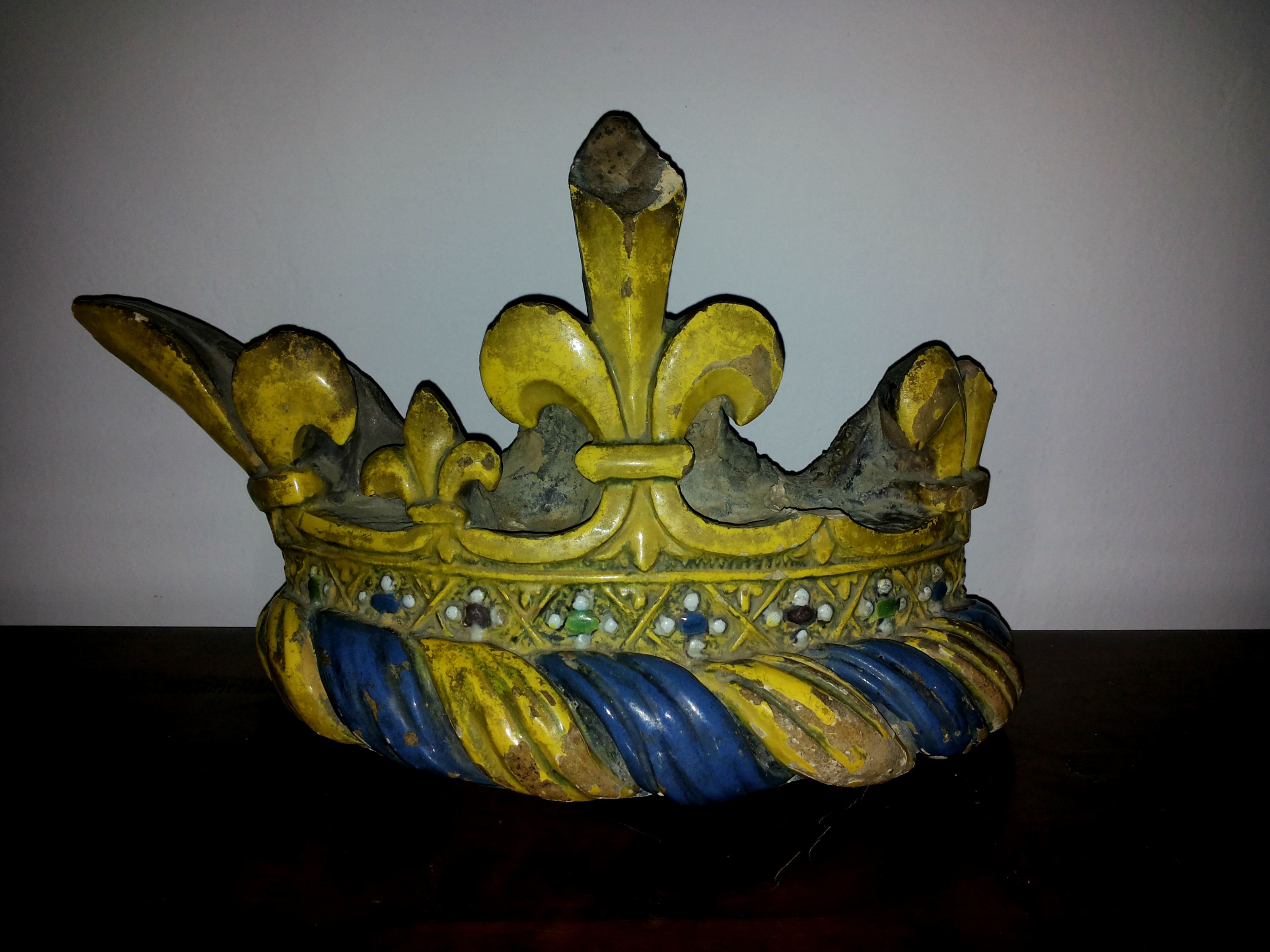